# Alain Giresse
Alain Giresse (Langoiran, Gironde, 2 d'agost de 1952) és un futbolista internacional francès ja retirat que va jugar com a migcampista, i posteriorment ha fet d'entrenador de futbol.